# امتیاز پوست سفید

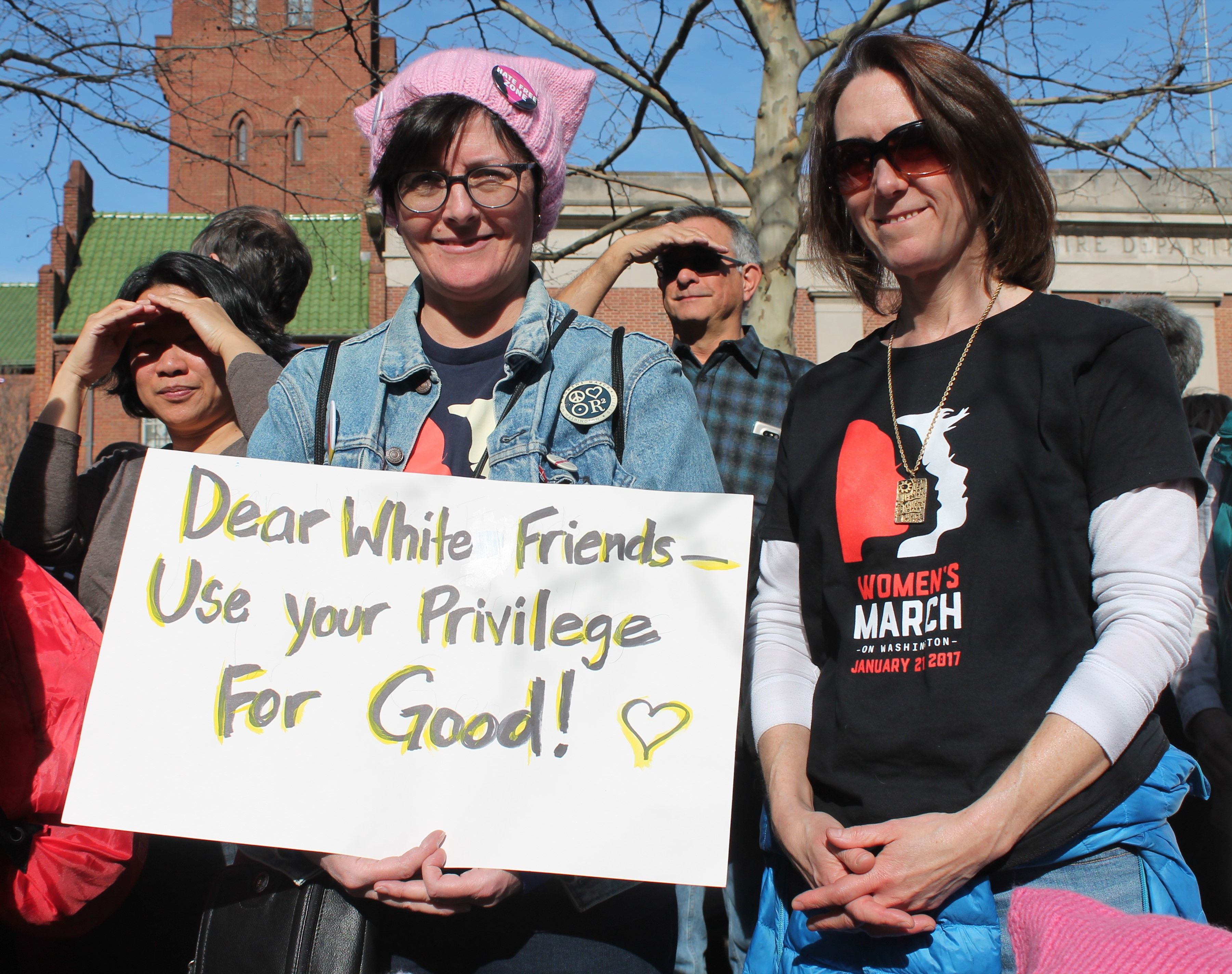
افراد سفید پوست در اروپا

امتیاز سفید، یا امتیاز پوست سفید، امتیاز اجتماعی ای است که به سفیدپوستان نسبت به افراد غیر سفید پوست در برخی جوامع مزیت می‌دهد، به ویژه اگر در شرایط مشابه اجتماعی، سیاسی یا اقتصادی باشند. امتیاز پوست سفید که ریشه در استعمار و امپریالیسم اروپایی، و تجارت برده در اقیانوس اطلس دارد در شرایطی ایجاد شده‌است که به‌طور گسترده سعی در محافظت از امتیازات نژادی سفیدپوست، تابعیت‌های ملی مختلف و سایر حقوق یا مزایای ویژه داشته‌است.
در مطالعه امتیاز پوست سفید و حوزه وسیع تری از مطالعات سفیدپوستی، که هر دو در ایالات متحده پیش از جاهای دیگر شروع شدند، دیدگاه‌های آکادمیک مانند تئوری انتقادی نژاد از این مفهوم برای تحلیل چگونگی تأثیر نژادپرستی و جوامع نژادزده بر زندگی مردم سفید پوست استفاده می‌کنند. به عنوان مثال، پگی مک اینتاش، دانشگاهی آمریکایی، مزایایی را که سفیدپوستان در جوامع غربی از آن بهره‌مند هستند و افراد غیر سفیدپوست آن را تجربه نمی‌کنند، به عنوان «یک بسته نامرئی از دارایی‌های بادآورده» توصیف کرد. امتیاز سفید دربرگیرنده هم مزیت‌های آشکار و هم مزیت‌های منفعل کمتر واضح است که ممکن است سفیدپوستان تشخیص ندهند که از آنها برخوردارند، که آن را از سوگیری یا تعصب آشکار متمایز می‌کند. اینها شامل تأییدهای فرهنگی ارزش شخصی هر شخص؛ فرض گرفتن موقعیت اجتماعی بالاتر و آزادی حرکت، خرید، کار، بازی و صحبت آزادانه است. تأثیرات این را می‌توان در زمینه‌های حرفه ای، آموزشی و شخصی مشاهده کرد. مفهوم امتیاز سفید همچنین متضمن حق همگانی بودن تجربیات هر شخص است، و دیگران را متفاوت یا استثنایی نشان می‌دهد در حالی که شخص خود را مطابق هنجار درک می‌کند.